# Colobopyga attaleae
Colobopyga attaleae är en insektsart som först beskrevs av Stickney 1934.  Colobopyga attaleae ingår i släktet Colobopyga och familjen Halimococcidae. Inga underarter finns listade i Catalogue of Life.